# Mark Tuan
Mark Tuan (tên khai sinh là Mark Yien Tuan (tiếng Trung: 段宜恩; Hán-Việt: Đoàn Nghi Ân; tiếng Hàn: 마크투 안 ) được biết đến với nghệ danh Mark là một rapper, ca sĩ, nhạc sĩ và người mẫu người Mỹ gốc Đài Loan. Anh là thành viên của nhóm nhạc nam Hàn Quốc Got7.

## Tiểu sử
Mark sinh ra và lớn lên ở Los Angeles, California. Anh đã có một số năm sống ở Paraguay và Brazil trước khi trở về California, nơi anh lớn lên. Anh là người Đài Loan, và có hai chị gái và một em trai. Anh đã học violin và piano ở trường tiểu học, và chuyển sang học guitar ở trường trung học cơ sở.
Anh học tại trường trung học Arcadia ở Arcadia, California. Vào năm 2010, khi đang cùng với bạn bè ở trường, anh đã thu hút sự chú ý của một tuyển trạch viên của JYP Entertainment, người đó đã mời anh tham gia buổi thử giọng. Mark không có mong muốn theo đuổi sự nghiệp âm nhạc nhưng được bạn bè và gia đình khuyến khích, mọi người nói rằng đây sẽ là một cơ hội tốt và vì vậy, anh đã thử tham gia buổi thử giọng. Sau đó, anh đã vượt qua buổi thử giọng và bỏ học, anh theo học cho đến lớp 10. Anh chuyển đến Hàn Quốc vào tháng 8 năm 2010, anh đã học nhào lộn trong một năm và võ thuật trong hai năm. Anh đã học hát, rap, nhảy và biểu diễn trên sân khấu khi còn là thực tập sinh, điều đó đã truyền cảm hứng cho anh theo đuổi cuộc sống thần tượng và trở thành ca sĩ.

## Sự nghiệp

### 2012–2013: Trước khi ra mắt
Năm 2012, Mark xuất hiện trong tập đầu tiên của Dream High 2 với tư cách là một vũ công phụ cùng với JB và Jinyoung, những người sau này trở thành thành viên của Got7 cùng với anh.
Anh cũng xuất hiện trong tập thứ tư của chương trình thực tế sống còn WIN: Who is Next năm 2013 của Mnet, giới thiệu các thành viên iKon và Winner,những người vào thời điểm đó vẫn còn là thực tập sinh của YG Entertainment. Nó cũng có sự góp mặt của thành viên tương lai của Got7 là Jackson Wang, BamBam và Yugyeom.

### 2014–2020: Ra mắt và sự nghiệp solo
Vào ngày 16 tháng 1 năm 2014, anh ra mắt với tư cách là một phần của nhóm nhạc nam K-pop Got7, với EP Got It?. Kể từ khi ra mắt, anh đã bày tỏ mục tiêu của mình là làm việc chăm chỉ hơn để trở thành một ca sĩ kiêm nhạc sĩ và tạo ra âm nhạc của riêng mình. Anh chính thức bắt đầu viết rap và lời cho các ca khúc của Got7 kể từ EP Just Right , với ca khúc "Back To Me". Anh đã đóng góp rất nhiều cho Flight Log: Turbilities, tham gia viết lời 5 trong số 13 bài hát, bao gồm "My Home" và "Let Me". Với album phòng thu thứ ba của Got7, Present: You, Mark đã phát hành ca khúc solo tiếng Hàn đầu tiên "OMW" với sự góp mặt của Jackson Wang. Ngày 13 tháng 9 năm 2018 đánh dấu ngày phát hành "OMW" là video ca nhạc solo đầu tiên của anh, sau này nó trở thành video âm nhạc đầu tiên của một thần tượng JYPE đạt được một triệu lượt xem trên Naver.
Vào ngày 10 tháng 2 năm 2018, anh cùng với BamBam đã tổ chức một buổi fan meeting đặc biệt "Project Blur" tại Thái Lan tại MCC Hall The Mall Ngamwongwan.
Mark đã thể hiện sự quan tâm sâu sắc đến lĩnh vực thời trang khi bắt đầu sự nghiệp của mình với vai trò người mẫu trên các tạp chí khắp Hàn Quốc, Trung Quốc và Thái Lan. Từ đầu năm 2017, anh đã xuất hiện trên Dazed Korea , Ceci Korea , Grazia , Oh! Boy , Arena Homme + , 1st Look , Chicteen , Sudsapda , Stream , Yoho , Firebible , Jstyle , Beijing Youth Weekly , Nylon , Ele , Allure , Cosmo ,The Star , Shinyouth , K-Media , Vogue Korea , GQ Thailand , Sweetdonut , Ginger , Starbox Young , Size , Vogue Thailand , Unnameideal , Juz! Entertainment , Madame Figaro Mode , v.v.  Anh đã trở thành người mẫu đại diện trên trang bìa của tạp chí từ thiện The Big Issue của Hàn Quốc số 200, với chủ đề chuyên cung cấp hỗ trợ cho người vô gia cư, vào tháng 3 năm 2019. Anh cũng đã phát hành hai bộ sưu tập trang phục phiên bản giới hạn với Represent vào năm 2018 và 2019 và con số La Mã XCIII đề cập đến năm sinh của anh, giúp đỡ trong việc sáng tạo và thiết kế từng sản phẩm. Bộ sưu tập thứ hai, XCIII Evolution, đã bán được 40.446 món đồ và tất cả lợi nhuận thu được đều được dùng làm từ thiện. Sau khi tham dự Tuần lễ thời trang Milan 2019 cho Ermenegildo Zegna với GQ Thái Lan và sự hợp tác với Represent, Mark đã bày tỏ mong muốn tạo ra thương hiệu của riêng mình. Anh đã lên bìa tạp chí Hoa Kỳ đầu tiên vào tháng 11 năm 2020 cho số báo Lined 's Changes.
Vào mùa xuân năm 2019, anh đã tham gia cùng Jus2 trong buổi giới thiệu ra mắt 'Focus' của họ ở châu Á, làm MC cho các chuyến đi diễn tại Macau (ngày 7 tháng 4), Đài Bắc (ngày 14 tháng 4) và Singapore (ngày 4 tháng 5).

#### Hoạt động ở Trung Quốc
Sự hiện diện ngày càng nhiều của Mark tại thị trường Trung Quốc bắt đầu từ năm 2018 với việc tham gia các buổi chụp hình, sự kiện và phỏng vấn. Vào tháng 1 năm 2019, chương trình tạp kỹ Change Your Life (重量级 改变) đánh dấu sự xuất hiện đầu tiên trên truyền hình của anh tại Trung Quốc đại lục. Vào ngày 11 tháng 4 năm 2019, anh tham dự Lễ trao giải Weibo Starlight tại Hồng Kông và giành được Giải thưởng Ngôi sao nóng bỏng.
Anh đã tổ chức buổi họp mặt người hâm mộ đầu tiên ở Trung Quốc, mang tên "On Your Mark" tại Nam Kinh, Thành Đô và Thượng Hải từ năm 2019 đến năm 2020. Vào ngày 20 tháng 7 năm 2019, anh đã tổ chức buổi gặp gỡ người hâm mộ cá nhân đầu tiên tại Nam Kinh, Trung Quốc và đã bán hết 3000 chỗ ngồi. Có thông tin cho rằng vé của sự kiện đã bán hết ngay trong phút đầu tiên. Sự kiện này cũng chứng kiến việc ký tặng cuốn sách ảnh đầu tiên của anh ấy, Mark 宜 夏, đã được phát hành trước đó vào ngày 30 tháng 6. Sau đó, anh ấy tiếp tục cuộc họp người hâm mộ vào ngày 14 tháng 9 tại Thành Đô, Trung Quốc cùng năm đó và dừng chân cuối cùng tại Thượng Hải, Trung Quốc vào ngày 11 tháng 1 năm 2020. Vào ngày họp fan cuối cùng, anh ấy đã phát hành đĩa đơn tiếng Trung đầu tiên của mình, "Outta My Head ", chính thức ra mắt với tư cách nghệ sĩ solo.  Đĩa đơn thứ hai của anh ấy, có tên "从未 对 你 说过" bằng tiếng Trung Quốc và được dịch thành "Never Told You", được phát hành dưới dạng đĩa đơn từ thiện vào White Day,  sau đó được cung cấp trên Spotify và Apple Music thông qua Dark Giải trí Ngựa. "从未 对 你 说过" được phát hành với sự hợp tác của Quỹ cứu trợ từ thiện cho trẻ em Trung Quốc,Tỉnh Vân Nam.
Quảng bá ở bốn quốc gia (Trung Quốc, Hàn Quốc, Nhật Bản và Thái Lan), anh ấy đã có nhiều hợp đồng chứng thực trên khắp Trung Quốc và Vivo ở Thái Lan cùng với BamBam. Điều này bao gồm việc trở thành đại sứ thương hiệu tại Trung Quốc cho Davines (大卫 尼斯) vào tháng 4 năm 2019 và Mentholatum vào ngày 27 tháng 5 năm 2020 cho Mentholatum Acnes, trước đó đã xác nhận Lip Tiara của Mentholatum vào tháng 12 năm 2019.  Tháng 8 năm 2020, Tuấn trở thành đại sứ thương hiệu cho China Unicom, một nhà khai thác viễn thông lớn tại Trung Quốc.
Từ ngày 15 tháng 6 đến ngày 28 tháng 8 năm 2020, Tuấn xuất hiện trên tám tập của Huya Super Idol League Season 10 với tư cách "Gamer Mark".

### 2021 – nay: Rời khỏi JYP và phát hành âm nhạc
Vào tháng 1 năm 2021, Mark cùng với sáu thành viên của Got7 đã quyết định không gia hạn hợp đồng với JYP Entertainment. Sau khi rời JYP, anh đã mở một kênh YouTube, kênh này không lâu sau đã thu hút được hơn một triệu người đăng ký trước khi anh đăng bất kỳ nội dung nào lên đó. Vào ngày 21 tháng 1, anh sau đó đã tải lên video đầu tiên của mình.
Việc khai trương công ty Mark Tuan Studio (段 宜 恩 工作室) của Mark tại Bắc Kinh, Trung Quốc được công bố vào ngày 7 tháng 2, tập trung vào các hoạt động solo và quảng bá tại Trung Quốc của anh. Vào ngày 12 tháng 2, anh phát hành đĩa đơn "One in a Million" hợp tác với Sanjoy Deb. Một video ca nhạc hoạt hình mà anh cũng là nhà sản xuất điều hành, sau đó đã được phát hành trên kênh YouTube của anh ấy vào Ngày lễ tình nhân. Anh cũng là nhà sản xuất điều hành của video âm nhạc "Encore" của Got7 được phát hành vào ngày 20 tháng 2.
Bộ sưu tập trang phục thứ ba hợp tác với Represent, có tên XC3 được bán vào ngày 17 tháng 3. Vào ngày 29 tháng 4, Mark ký hợp đồng với Creative Artists Agency. Vào ngày 2 tháng 6, anh trở thành đại sứ cho Kem truyền cho da hoa hồng đen của Sisley. Cùng tháng, anh lên bìa L'Officiel Philippines cùng với Winnie Harlow. Vào ngày 16 tháng 6, anh hợp tác với Anessa cho một phiên bản giới hạn Artist Box và trở thành nghệ sĩ đầu tiên làm như vậy.
Trong nửa cuối năm, anh kết hợp cùng BIBI cho ra "Never Gonna Come Down" cho bộ phim Shang-Chi và Truyền thuyết về Mười chiếc nhẫn. Đây là OST đầu tiên của anh ấy. Anh đã tham dự Tuần lễ thời trang Paris cho Rick Owens, Raf Simons, Lanvin và Balenciaga vào tháng 9.
Ngày 12 tháng 11 năm 2021, anh phát hành digital single "Last Break". Sau đó, anh phát hành các bài hát khác vào năm 2022, đó là "My Life" vào ngày 21 tháng 1, "Lonely" vào ngày 24 tháng 3 và "Save Me" vào ngày 7 tháng 4.
Từ ngày 27 tháng 5 đến ngày 29 tháng 5 năm 2022, anh đã tổ chức một buổi fan meeting cá nhân cháy vé tại Thái Lan với tựa đề "Pull-Up".

## Cuộc sống cá nhân
Lớn lên ở Mỹ và xuất thân từ một gia đình Đài Loan, Mark có thể nói cả tiếng Anh và tiếng Quan Thoại, cũng như học tiếng Hàn và tiếng Nhật.
Vào tháng 12 năm 2018, anh bị chấn thương ở chân khi luyện tập các kỹ thuật võ thuật cho sân khấu JYP Nation trên KBS Song Festival 2018 và không thể biểu diễn tại sự kiện hoặc các lịch trình sau đó bao gồm cả fan meeting kỷ niệm 5 năm thành lập Got7, vì vậy anh ấy đã phải ngồi lại cho hầu hết các buổi hòa nhạc.
Anh ủng hộ và quyên góp thông qua công việc của mình, chẳng hạn như quyên góp từ thiện thông qua các hoạt động hợp tác trong dòng quần áo và đĩa đơn thứ hai của anh "从未 对 你 说过".  Vào tháng 2 năm 2020, anh đã quyên góp để mua máy thở cho đại dịch COVID-19 ở Hồ Bắc, Trung Quốc. Vào ngày 31 tháng 5, anh quyên góp 7.000 đô la cho Quỹ Tưởng niệm George Floyd và phong trào Những người có cuộc sống đen tối trong khuôn khổ các sự kiện ở Hoa Kỳ. Vào tháng 11, anh đã quyên góp 1.500 đô la cho các nạn nhân của cơn bão Ulysses. Vào tháng 4 năm 2021, anh quyên góp 30.000 đô la cho Stop AAPI Hate.

## Danh sách đĩa nhạc

### Singles
| Năm                             | Tên bài                 | Nghệ sĩ                | Album                                                |                 |      |
| ------------------------------- | ----------------------- | ---------------------- | ---------------------------------------------------- | --------------- | ---- |
| Năm                             | Tên bài                 | Nghệ sĩ                | 2020                                                 | "Outta My Head" | Mark |
| "Never Told You" (从未对你说过) | Mark                    |                        | 2020                                                 |                 |      |
| 2021                            | "One in a Million"      | Mark (with Sanjoy Deb) |                                                      |                 |      |
| 2021                            | "Never Gonna Come Down" | Mark (with BIBI)       | Shang-Chi and the Legend of the Ten Rings: The Album |                 |      |
| 2021                            | "Last Breath"           | Mark                   |                                                      |                 |      |
| 2022                            | "My Life"               | Mark                   |                                                      |                 |      |
| 2022                            | "Lonely"                | Mark                   |                                                      |                 |      |
| 2022                            | "Save Me"               | Mark                   |                                                      |                 |      |

### Sáng tác
| Năm  | Nghệ sĩ       | Tên bài                      | Album                      | Lyrics   | Lyrics                                                    | Music    | Music                                                            |
| Năm  | Nghệ sĩ       | Tên bài                      | Album                      | Credited | With                                                      | Credited | With                                                             |
| ---- | ------------- | ---------------------------- | -------------------------- | -------- | --------------------------------------------------------- | -------- | ---------------------------------------------------------------- |
| 2015 | Got7          | "Back To Me"                 | Just Right                 | Có       | Yoon Jong-sung, Jang Jung-seok (Sum People), Jackson Wang | Không    |                                                                  |
| 2015 | Got7          | "느낌이 좋아 (Feelin' Good)" | Mad: Winter Edition        | Có       | Chloe, Noday, Jackson                                     | Không    |                                                                  |
| 2015 | Got7          | "Good"                       | Mad: Winter Edition        | Có       | E.One, Lee Mansung, Jackson                               | Không    |                                                                  |
| 2016 | Got7          | "못하겠어 (Can't)"           | Flight Log: Departure      | Có       | Jinyoung                                                  | Không    |                                                                  |
| 2016 | Got7          | "빛이나 (See the Light)"     | Flight Log: Departure      | Có       | Yugyeom, BamBam, Frants                                   | Có       | Yugyeom, Frants                                                  |
| 2016 | Got7          | "노잼 (No Jam)"              | Flight Log: Turbulence     | Có       | Yugyeom, BamBam, Frants, Jackson                          | Có       | Yugyeom, Frants                                                  |
| 2016 | Got7          | "My Home"                    | Flight Log: Turbulence     | Có       | earattack                                                 | Có       | earattack, LISH                                                  |
| 2016 | Got7          | "만약에 (If)"                | Flight Log: Turbulence     | Có       | Primeboi, BamBam                                          | Không    |                                                                  |
| 2016 | Got7          | "아파 (Sick)"                | Flight Log: Turbulence     | Có       | Ars (Youngjae), Jackson                                   | Không    |                                                                  |
| 2016 | Got7          | "Let Me"                     | Flight Log: Turbulence     | Có       | earattack                                                 | Có       | earattack, LISH                                                  |
| 2017 | Got7          | "Shopping Mall"              | Flight Log: Arrival        | Có       | earattack (HeavyMental), Defsoul (JB), Jackson, BamBam    | Không    |                                                                  |
| 2017 | Got7          | "Go Higher"                  | Flight Log: Arrival        | Có       | earattack (HeavyMental), Defsoul (JB), Jackson, BamBam    | Không    |                                                                  |
| 2017 | Got7          | "Face"                       | 7 for 7                    | Có       | Lee Woomin 'collapsedone', Mayu Wakisaka, Jackson, BamBam | Không    |                                                                  |
| 2018 | Got7 Japan    | "2(Two)"                     | The New Era                | Có       | Jinyoung, Yugyeom, Distract, Secret Weapon, Samuelle Song | Có       | Jinyoung, Yugyeom, Distract, Secret Weapon                       |
| 2018 | Got7          | "OMW"                        | Present: You               | Có       | Jackson, Wizil, Boytoy                                    | Có       | Jackson, Boytoy                                                  |
| 2018 | Got7          | "Higher"                     | Present: You & Me          | Có       | Jinyoung                                                  | Không    |                                                                  |
| 2018 | Got7          | "Think About It"             | Present: You & Me          | Có       | Defsoul (JB), Ars (Youngjae)                              | Có       | Defsoul (JB), Ars (Youngjae), Mirror BOY (220VOLT), Lee Sangchul |
| 2018 | Got7          | "Nightmare"                  | Non-commercial single      | Có       | Jackson, BamBam                                           | Không    |                                                                  |
| 2020 | Got7          | "God Has Return + Mañana"    | Dye                        | Có       | Jackson, BamBam                                           | Không    |                                                                  |
| 2020 | 段宜恩 (Mark) | "Outta My Head"              | Non-album single           | Có       | Distract                                                  | Có       | Distract, Secret Weapon                                          |
| 2020 | Got7          | "Born Ready"                 | Breath of Love: Last Piece | Có       | earattack                                                 | Có       | earattack, gong-do                                               |

## Điện ảnh

### Dramas
| Năm  | Tên phim     | Vai            | Ghi chú                                          | Ref.   |
| ---- | ------------ | -------------- | ------------------------------------------------ | ------ |
| 2012 | Dream High 2 | Back up dancer | Cameo (Episode 1)                                | [ 12 ] |
| 2015 | Dream Knight | Bản thân       | Korean-Chinese webseries by JYPE and Youku Tudou | [ 64 ] |
| 2016 | Sanctuary    | Bản thân       | Thai short film                                  | [ 65 ] |

### Show thực tế
| Năm  | Tên show                      | Ghi chú          | Ghi chú                                                    | Ref.   |
| ---- | ----------------------------- | ---------------- | ---------------------------------------------------------- | ------ |
| 2013 | WIN: Who is Next              | Thí sinh         | Rap and dance battle (Episode 4)                           |        |
| 2016 | Battle Likes                  | MC               | with Got7's BamBam (Episodes 1-2)                          |        |
| 2017 | Law of the Jungle             | Khách mời        | in New Zealand (Episodes 265-268)                          | [ 66 ] |
| 2017 | I Can See Your Voice          | Khách mời        | with Got7's BamBam, Youngjae, Yugyeom, Jinyoung, and Jay B |        |
| 2017 | I Can See Your Voice Thailand | Khách mời        | with Got7's BamBam, Youngjae, and Yugyeom                  |        |
| 2019 | Got7 Real Thai                | Thành viên chính | with Got7's BamBam, Youngjae, and Jinyoung                 | [ 67 ] |
| 2019 | Got7 Golden Key               | Thành viên chính | with Got7's Youngjae                                       |        |
| 2019 | All For One (以团之名)        | Special mentor   |                                                            |        |

## MV
| Năm  | Tên                | Nghệ sĩ                     | Đạo diễn                  | Ghi chú                                | Ref. |
| ---- | ------------------ | --------------------------- | ------------------------- | -------------------------------------- | ---- |
| 2018 | "OMW"              | Got7                        | Naive Creative Production | Solo song for Present: You album       |      |
| 2020 | "Outta My Head"    | 段宜恩 Mark                 |                           | Released on QQ Music                   |      |
| 2021 | "One in a Million" | Mark Tuan (with Sanjoy Deb) |                           | Animated music video                   |      |
| 2021 | "Last Breath"      | Mark Tuan                   | Will Chan                 | Mark Tuan listed as executive producer |      |
| 2022 | "My Life"          | Mark Tuan                   | Will Chan                 | Mark Tuan listed as executive producer |      |
| 2022 | "Lonely"           | Mark Tuan                   | Will Chan                 | Mark Tuan listed as executive producer |      |
| 2022 | "Save Me"          | Mark Tuan                   | Will Chan                 | Mark Tuan listed as executive producer |      |

## Giải thưởng và đề cử
| Năm  | Giải thưởng            | Tên giải thưởng | Kết quả   | Ref.   |
| ---- | ---------------------- | --------------- | --------- | ------ |
| 2019 | Weibo Starlight Awards | Hot Star Award  | Đoạt giải | [ 68 ] |